# Kirwin
Kirwin är en ort i Phillips County i delstaten Kansas. Vid 2010 års folkräkning hade Kirwin 171 invånare.

## Kända personer från Kirwin
- Carl Hatch, politiker